# Taifa di Maiorca
La Taifa di Maiorca era un regno di taifa medievale, che, nel 1076, si rese indipendente dalla Taifa di Denia, quando quest'ultima venne annessa alla Taifa di Saragozza.
La taifa di Maiorca occupava l'arcipelago delle Baleari.

Taifa di Maiorca, nel 1080

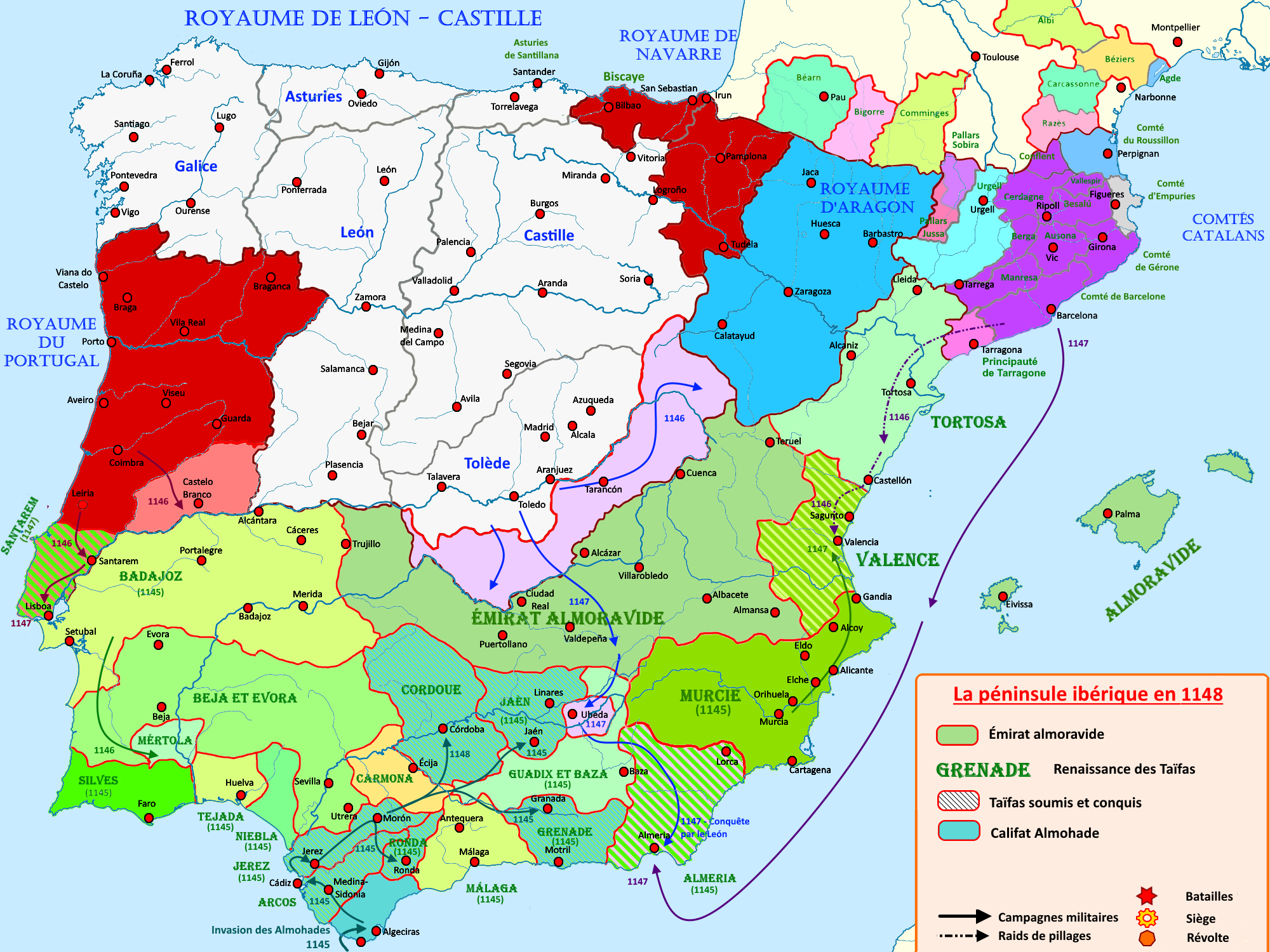
Taifa di Maiorca, nel 1148, fedele agli Almoravidi

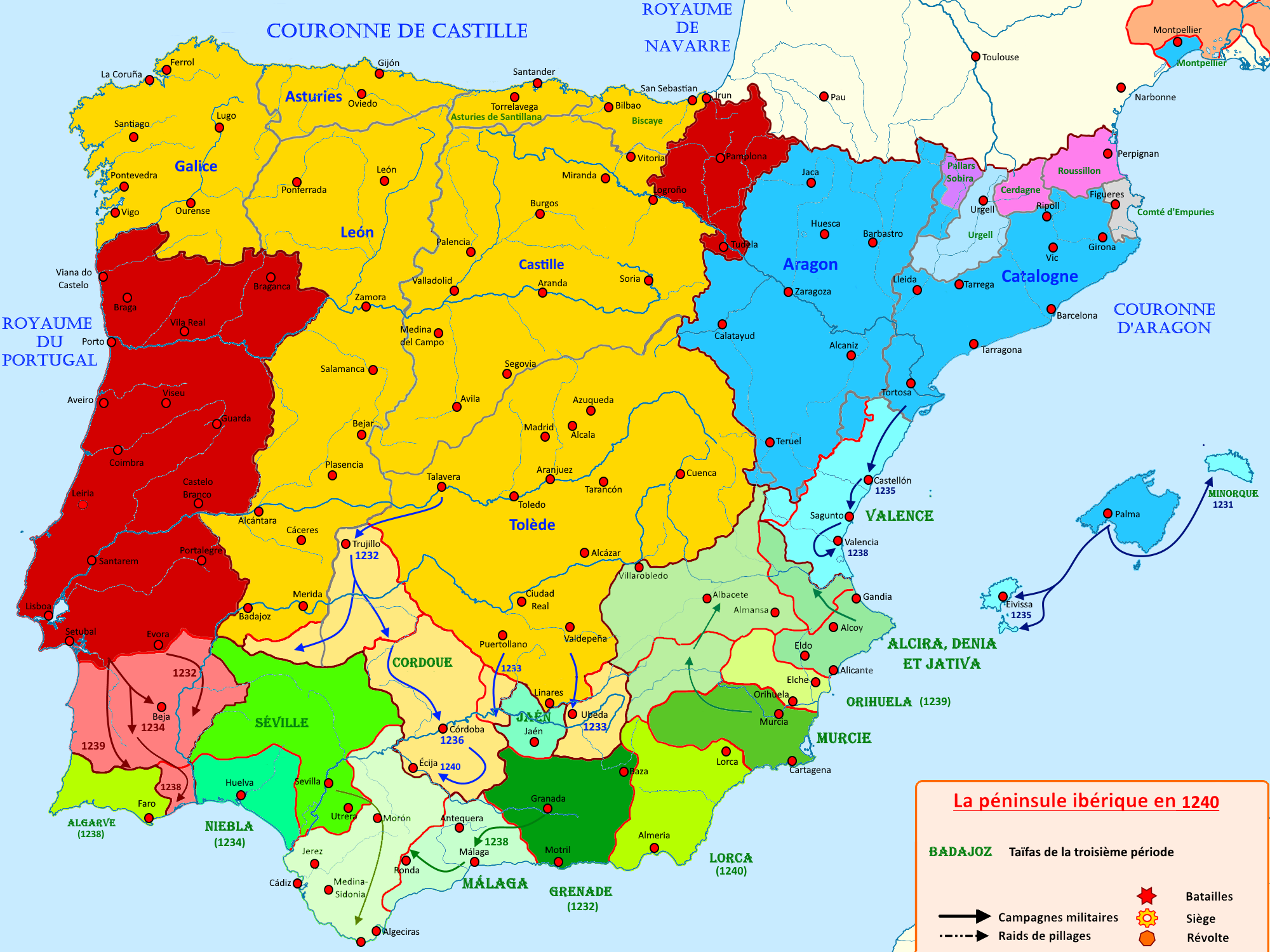
Conquista di Maiorca da parte del re d'Aragona Giacomo I

## Storia
Mujāhid al-ʿĀmirī nel 1010, approfittando della disintegrazione del Califfato di Cordova, occupò Dénia fondando la Taifa di Denia, come riporta la Histoire des Almohades / d'Abd el- Wâh'id Merrâkechi.
Mujāhid nel 1013, secondo il Muslim Spain and Portugal: A Political History of al-Andalus, occupò le isole Baleari, che ancora erano parte del califfato di Cordova, mentre secondo la The History Of The Mohammedan Dynasties In Spain Vol II, negli anni successivi occupò la Sardegna.
Secondo il documento n° CCXLIX dell'appendice della Marca Hispanica, nel 1058 Alí, figlio e successore di Mujāhid, nella Taifa di Denia, accettò che la Baleari facessero parte della diocesi di Barcellona.

## Prima Taifa di Maiorca (1076-1116)
Abdallah, governatore di Maiorca, nel 1076, quando la Taifa di Denia venne soggiogata dalla taifa di Saragozza, secondo La web de las biografias, dopo avere dato asilo alla famiglia di Alí, si proclamò emiro di Maiorca e assunse il titolo di al-Murtada.

La taifa di Maiorca, nel 1080 era una della poche ancora indipendenti, secondo la Muslim Spain and Portugal: A Political History of al-Andalus.

Ancora secondo La web de las biografias Abdallah morì nel 1093 e gli succedette il liberto Mubassir ibn Sulayman, che era stato suo primo ministro.
Secondo La web de las biografias Mubassir ibn Sulayman era un eunuco e quando morì nel 1114 nominò suo successore un parente, Abú-l-Rabí Sulyman ibn Lubbun, conosciuto dalle fonti cristiane come Burabé, e sotto il quale Maiorca fu conquistata sa una coalizione crociata nel 1115. (Raimondo Berengario III di Barcellona aveva fatto alleanze militari con le repubbliche marinare italiane Pisa e Genova, che lo portarono con l'aiuto di Pisa, tra il 1114 e il 1115, ad attaccare ed a ridurre suoi tributari i governanti Mori delle isole di Maiorca e di Ibiza)

L'anno seguente però la taifa fu conquistata dagli Almoravidi, in quanto il conte di Barcellona, Raimondo Berengario III, dovette tornare a Barcellona per difenderla dagli attacchi di al-Andalus, per cui la flotta degli Almoravidi, nel 1116, poté occupare le Baleari.

### Lista degli Emiri della prima taifa
- Ibn Áglab al-Murtada (1076-1093).
- Mubáshir (1093-1114).
- Abu ul-Rabi Sulaymán "El Burabé" (1114-1116)

## Seconda Taifa di Maiorca (1147-1203)
Durante il califfato degli Almoravidi, i membri della famiglia dei Banu Ghaniya, dal 1126 circa, divennero governatori delle isole Baleari e, quando gli Almoravidi, in Ifriqiya, vennero attaccati dagli Almohadi, tra i 1144 e il 1147, furono creati diversi regni di Taifa, tra cui la Taifa di Maiorca.

I Banu Ghaniya rifiutarono di consegnare le isole agli Almohadi e continuarono a governarla come Emiri e sotto il regno di Ishaq e poi del figlio, Muhammad II, il rapporto con gli Almohadi fu pacifico; ma nel 1184 fu deposto dal fratello Alì, che imprigionò gli ambasciatori Almohadi e l'anno seguente armò una flotta per portare la guerra agli Almohadi in Ifriqiya.

In quel periodo gli Almohadi si allearono ai catalani che sbarcarono a Maiorca e liberarono gli schiavi cristiani, poi lasciarono l'arcipelago con Muhammad II, come ostaggio.
L'ultimo emiro di Maiorca, 'Abd Allah, tentò inutilmente di riconquistare Ibiza e Minorca, ma nel 1203 una potente flotta Almohade attaccò e invase Maiorca, che 'Abd Allah difese eroicamente fino alla morte. Gli Almohadi avevano così conquistato l'intera al-Andalus.

### Lista degli Emiri della seconda taifa
- Muhammad I (1126-1155) (re dal 1147)
- Ishaq (1155-1183).
- Muhammad II (1183-1184) (1ª * volta)
- Ali (1184-1185)
- Muhammad II (1185-1187) (2ª volta)
- Tasufin (1187)
- 'Abd Allah (1187-1203)

## Terza Taifa di Minorca (1230-1282)
Gli Almohadi mantennero l'Maiorca nei loro domini sino al 1230, quando l'isola venne conquistata dal re d'Aragona Giacomo I.

L'isola di Ibiza cadde nel 1235, conquistata dai catalani, guidati da Guglielmo di Montgri, di Girona, mentre gli abitanti dell'isola di Minorca, nel 1231 avevano trovato un accordo con il re d'Aragona, pagandogli un tributo, e si mantennero indipendenti sino al 1282.

### Fonti primarie
- (FR)  Histoire des Almohades / d'Abd el- Wâh'id Merrâkechi
- (EN)  The History Of The Mohammedan Dynasties In Spain Vol II
- (EN)  Muslim Spain and Portugal: A Political History of al-Andalus

### Letteratura storiografica
- Rafael Altamira, La Spagna (1031-1248), in «Storia del mondo medievale», vol. V, 1999, pp. 865–896